# Chase Bombers
Chase Bombers (チェイスボンバーズ?, Cheisu Bonbāzu) è un simulatore di guida arcade a tema cartonesco, sviluppato e pubblicato dalla Taito nel 1994.

## Modalità di gioco
Il gameplay di Chase Bombers combina elementi classici dei giochi di corsa con meccaniche d'azione alla Mario Kart, permettendo ai giocatori di competere in gare ad alta velocità mentre utilizzano armi per ostacolare gli avversari.
I giocatori possono selezionare tra cinque stravaganti veicoli, ognuno con dei diversi parametri suddivisi in accelerazione, curvata e schianto, e il tipo di cambio tra automatico e manuale. Successivamente, dovranno optare il circuito abbinato ad una difficoltà che desiderano affrontare tra Easy ("Rainbow Town"), Medium ("Twilight City"), Hard ("Laser Stadium") e Very Hard ("Wild Jungle").
L'obiettivo è percorrere i quattro giri della pista e allo stesso tempo arrivare primo al traguardo, sfruttando sia la velocità che l'abilità strategica nell'uso delle armi e nella gestione delle risorse. Durante le gare, gli avversari possono essere ostacolati speronandoli o lanciando oggetti contro di loro, ottenuti attraverso dei cartelli particolari chiamati Item Gate. La vettura acquisisce un oggetto specifico passando sopra ad uno dei quattro colori sottostanti al cartello stesso. Gli oggetti in tutto sono otto e, all'inizio della partita, i giocatori ne dispongono sempre tre nella propria scorta, la quale può contenere fino a otto.